# Ruisseau de Ramonchamp
Der Ruisseau de Ramonchamp ist ein linker Zufluss der Mosel in Frankreich.
Er hat eine Länge von 2,1 km
und mündet unterhalb der Gemeinde Ramonchamp (Grand Est).